# Pops Staples
Roebuck "Pops" Staples (28 de diciembre de 1914 - 19 de diciembre de 2000) fue un cantante, compositor y guitarrista de góspel y R&B estadounidense. Fue una «figura clave del góspel en los años 60 y 70». Fue el patriarca y miembro del grupo The Staple Singers, que incluía a su hijo Pervis y a sus hijas Mavis, Yvonne y Cleotha.

## Vida y carrera
Nació en una plantación de algodón cercana a Winona, Misisipi, y fue el hijo pequeño de una familia de 14 niños. De joven empezó a tocar con guitarristas de blues locales como Charlie Patton (que vivía en la cercana Plantación de Dockery), Robert Johnson y Son House. Al acabar su periodo escolar empezó a cantar en un grupo de gospel antes de casarse y trasladarse a Chicago en 1935.
En Chicago empieza cantando en los Trumpet Jubilees mientras trabaja en los muelles, en la construcción y en una fábrica de estampación de acero. En 1948 Roebuck y su esposa Oceola forman The Staple Singers como grupo de gospel, para cantar en las iglesias locales con sus hijos. The Staple Singers empiezan grabando en los primeros 50 para el sello United y después para Vee-Jay Records, incluyendo las canciones: «This May Be the Last Time» (versionada en los 60 por The Rolling Stones como «The Last Time») y «Uncloudy Day».
En los años 60 The Staple Singers pasan a Riverside Records y después a Stax Records, y su estilo evoluciona reflejando las tendencias de esa época con temáticas de protesta, derechos civiles y movimientos antiguerra. Ganan nuevas audiencias con los temas "Respect Yourself", "I'll Take You There", N.º 1 en USA en 1972, "If You're Ready (Come Go With Me)", y otros éxitos.  "Let's Do It Again" encabeza el Hot 100 el 27 de diciembre de 1975, el día antes de su 61 cumpleaños. Pops Staples graba también un álbum de blues con sus amigos los guitarristas Albert King y Steve Cropper.
En 1976, The Staples Singers tienen una actuación estelar en la película que documenta el concierto final de The Band, El Último Vals (exhibida en 1978). Pops compartió vocales con sus hijas y con Levon Helm y Rick Danko en «The Weight», canción emblemática de The Band. Así la cantaron en el concierto, pero en la película aparece una interpretación posterior en estudió. Esta interpretación es considerada por muchos seguidores como la versión definitiva de la canción. Después de que Mavis dejó el grupo para iniciar una carrera en solitario en los años 80, Pops decide también actuar en solitario apareciendo en festivales internacional de blues (aunque siguiendo con su estilo gospel de siempre). Su álbum de 1992 Peace to the Neighborhood ganó una nominación al Grammy y en 1995 ganó un Grammy a Mejor Álbum de Blues Contemporáneo por Father, Father.
En 1986, Roebuck representó el papel de Mr. Tucker, un doctor voodoo, en el film de Talking Heads True Stories, en el cual interpreta el tema "Papa Legba". Aparece como él mismo en 1997 en el film de Barry Levinson, Wag the Dog, cantando "Good Old Shoe" con Willie Nelson. En 1998 recibe un National Heritage Fellowship del National Endowment for the Arts, y en 1999 The Staple Singers fueron introducidos en el Rock and Roll Hall of Fame. Murió después de sufrir una contusión en una caída en su casa, nueve días antes de su 86 aniversario. Después de su muerte sus hijas Yvonne and Mavis donaron una de sus guitarras al músico country Marty Stuart.

## Influencia
Músicos tan diversos como Cannonball Adderley, con su álbum en vivo Why Am I Treated So Bad! (1967), Ry Cooder, Sandy Bull, y Bonnie Raitt han expresado su respeto hacia Pops Staples.

## Discografía
- 1969 – Jammed Together
- 1992 – Peace to the Neighborhood
- 1994 – Father Father
- 2015 – Don't Lose This

### Con The Staples Singers (selección)
| Año  | Título                        | Posiciones | Posiciones  | Posiciones | Sello        |
| Año  | Título                        | US [11]    | US R&B [11] | CAN [12]   | Sello        |
| ---- | ----------------------------- | ---------- | ----------- | ---------- | ------------ |
| 1971 | The Staple Swingers           | 117        | 9           | —          | Stax         |
| 1972 | Be Altitude: Respect Yourself | 19         | 3           | 72         | Stax         |
| 1973 | Be What You Are               | 102        | 13          | —          | Stax         |
| 1974 | City in the Sky               | 125        | 13          | —          | Stax         |
| 1975 | Let's Do It Again             | 20         | 1           | 87         | Curtom       |
| 1976 | Pass It On                    | 155        | 20          | —          | Warner Bros. |
| 1977 | Family Tree                   | —          | 58          | —          | Warner Bros. |
| 1978 | Unlock Your Mind              | —          | 34          | —          | Warner Bros. |
| 1984 | Turning Point                 | —          | 43          | —          | Private I    |